# Ронні Рук
Ронні Рук (англ. Ronnie Rooke, 7 грудня 1911, Гілфорд — 9 червня 1985) — англійський футболіст, що грав на позиції нападника, зокрема, за лондонські «Фулгем» та «Арсенал».

## Ігрова кар'єра
Починав грати у футбол у комапді «Гілфорд Сіті» з рідного міста, згодом протягом 1932—1933 років грав за «Вокінг». 1933 року уклав контракт з «Крістал Пелесом», клубом Третього дивізіону (Південь). Протягом трьох сезонів грав здебільшого за резервну команду, провівши за «основу» лише 18 матчів у першості Англії.
Попри це в листопаді 1936 року змінив «Крістал Пелес» на друголіговий «Фулгем», де відразу отримав місце в основному складі і протягом трьох сезонів був найкращим бомбардиром команди. Загалом провів за «Фулгем» 105 матчів, в яких забив 70 голів. Під час Другої світової війни служив у Королівських Повітряних силах на посаді інструктура з фізичної підготовки. Паралельно грав за «Фулгем» у змаганнях, що проводилися у воєнний час, а також 1942 року провів свою єдину гру за збірну Англії проти Уельсу.
Перший повоєнний сезон Футбольної ліги розпочав вже у Першому дивізіоні, перейшовши влітку 1946 року до лондонського «Арсенала». Підписання 34-річного на той час нападника, що не мав досвіду виступів у найвищому англійському дивізіоні, розглядалося як ризикований крок, утім Рук виправдав довіру керівництва «канонірів», забивши 21 гол у 24 матчах сезону, допомігши команді фінішувати в середині турнірної таблиці чемпіонату. Наступний сезон 1947/48 став піком кар'єри досвідченого гравця — він став найкращим бомбардиром Першого дивізіону, забивши 33 голи, і допоміг «Арсеналу» стати чемпіоном країни. Згодом провів ще один сезон за команду, довівши свій гольовий доробок в елітному дивізіоні Англії до 68 голів за 88 матчів (усі за «Арсенал»).

## Кар'єра тренера
1949 року повернувся до «Крістал Пелеса», який запропонував йому посаду граючого тренера. Сезон 1949/50 команда завершила на сьомому місці у Третьому дивізіоні (Південь), проте початок наступного сезону склався невдало, і в листопаді 1950 року Рук перейшов «Бедфорд Тауна», де до 1953 року також поєднував тренерську роботу з виходами на футбольне поле.
Згодом працював ще з декількома англійськими нижчоліговими командами.
Помер 9 червня 1985 року на 74-му році життя.

## Титули і досягнення
- Чемпіон Англії (1):

«Арсенал»: 1947/48
- Володар Суперкубка Англії (1):

«Арсенал»:  1948
- Найкращий бомбардир Футбольної ліги Англії (1): 1947/48 (33 голи)